# Dianna Ortiz
Dianna Mae Ortiz (Colorado Springs, 2 de setembro de 1958 – Washington D.C., 19 de fevereiro de 2021) foi uma freira católica romana estadunidense da ordem das Ursulinas. Enquanto trabalhava como missionária na Guatemala, durante a guerra civil, ela foi sequestrada em 2 de novembro de 1989 por membros do exército guatemalteco, detida, estuprada e torturada por 24 horas antes de ser libertada. Após sua libertação, Ortiz relatou que havia um estadunidense entre seus captores. Esta parte de sua história não pôde ser confirmada por outra fonte.
Ortiz deu seguimento ao seu caso num tribunal da Guatemala e num tribunal civil dos Estados Unidos. Neste último, ela foi a primeira a reivindicar responsabilidade civil por danos nos termos da Lei de Proteção às Vítimas de Tortura aprovada em 1992. Ela moveu uma ação contra o Ministro da Defesa da Guatemala, General Héctor Gramajo, que estava no poder no momento do seu sequestro, argumentando que ele tinha autoridade sobre os acontecimentos. Em 1995, recebeu cinco milhões de dólares por danos. Também apresentou o seu caso à Comissão Interamericana de Direitos Humanos.
Em 1996, como resultado de protestos de Ortiz e outros, bem como de revelações de financiamento não autorizado da CIA aos militares guatemaltecos, que tinha sido proibido pelo Congresso em 1990, o presidente dos Estados Unidos, Bill Clinton, ordenou a divulgação de documentos da CIA associados ao seu caso. Clinton também ordenou a desclassificação de décadas de documentos relacionados às relações estadunidenses com a Guatemala.
O Center for Constitutional Rights representou Ortiz em seu caso civil e perante a Comissão Interamericana de Direitos Humanos, que concluiu em 1997 que o Estado da Guatemala havia violado vários artigos da Convenção Americana sobre Direitos Humanos em relação a requerente. Recomendou que o governo concluísse a sua investigação há muito adiada e que lhe fornecesse uma indenização.